# Моди (субкультура)

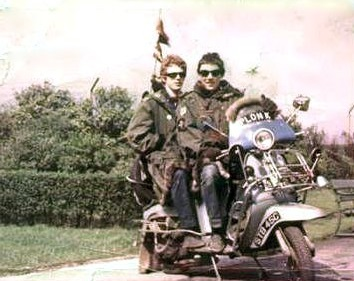
Два моди 1960-х на моторолерах Lambretta

Моди (англ. Mods від Modernism, Modism) — субкультура, що виникла в кінці 1950-х у Лондоні та поширилася Великою Британією, впливаючи на моду та музику. Спочатку це була група стильних молодих людей, які слухали сучасний джаз. Основні елементи субкультури включали:
Мода: індивідуальні костюми, вузькі краватки, кросівки Clarks
Музика: соул, R&B, ска, джаз
Транспорт: моторолери Vespa та Lambretta
Місця: нічні клуби, де танцювали під джаз та R&B
У середині 1960-х моди стали асоціюватися з групами на кшталт The Who та Small Faces. Вони також конфліктували з іншою субкультурою — рокерами, що призвело до серії сутичок на узбережжі Англії в 1964 році.
До кінця 1960-х субкультура модів почала змінюватися під впливом психоделічного року та руху хіпі. Однак у 1970-х і 1980-х відбулися відродження мод-руху, пов'язані з групами на кшталт The Jam та Madness.

## Характеристики

Рондель королівських повітряних сил — символ модів.

Стиль: акуратні костюми, короткі стрижки, міні-спідниці у дівчат
Музика: від джазу до R&B та року
Філософія: культ «крутості», інтерес до мистецтва та міської культури
Мод-рух залишається впливовим і сьогодні, надихаючи нові покоління своїм стилем та музикою.